# エセルリーダ・オブ・ノーサンブリア
エセルリーダ（英語：Ethelreda, 11世紀）は、スコットランド王ダンカン2世の妃。

## 生涯
エセルリーダはノーサンブリア伯ゴスパトリックの娘である。スコットランド王ダンカン2世と結婚したが、王妃であったのは1094年5月からダンカン2世が殺害される同年11月12日までの6ヶ月間であった。
ダンカン2世が殺害された後、エセルリーダは息子ウィリアムを連れて兄ウォルセオフが領主であったカンバーランドのアラーデールに避難したとも考えられる。
『Chronicon Cumbriæ』によると、ウォルセオフは妹エセルリーダと"ギレミン（Gillemin）の息子ウォルセオフ"にブロートン、リブトンおよびリトル・ブロートンを与えたという。"ギレミンの息子ウォルセオフ"はエセルリーダの2番目の夫とみられる。兄ウォルセオフの領地は最終的にエセルリーダの息子ウィリアムが継承した。

## 子女
ダンカン2世との間に少なくとも1男をもうけた。
- ウィリアム・フィッツダンカン（1090/4年 - 1147年） - マリ伯